# Gérard Pirès
Gérard Pirès (* 31. August 1942 in Paris) ist ein  französischer Regisseur und Drehbuchautor.
Pirès ist seit Mitte der 1960er Jahre im Filmgeschäft aktiv. Einem breiten Publikum bekannt wurde der Regisseur durch den Kinoerfolg Taxi aus dem Jahr 1998, der von Luc Besson produziert wurde. Für diesen Film war er 1999 für einen César nominiert. Sein Schaffen als Regisseur umfasst 22 Produktionen, zuletzt war er 2007 an dem Kurzfilm Guo bao zong dong yuan beteiligt.

## Filmografie (Auswahl)
- 1968: Erotissimo
- 1971: Die Filzlaus kehrt zurück (Fantasia chez les ploucs)
- 1973: Durch Paris mit Ach und Krach (Elle court, elle court la banlieue)
- 1975: Die Entfesselten (L’agression)
- 1976: Schinken mit Ei (Attention les yeux!)
- 1976: Computer morden leise (L’ordinateur des pompes funèbres)
- 1980: L’entourloupe
- 1998: Taxi
- 2002: Riders – Die Cops im Nacken (Riders)
- 2004: Double zéro
- 2005: Sky Fighters (Les Chevaliers du ciel)